# Nicat Abbasov
Nicat Abbasov (Baku, 14 maggio 1995) è uno scacchista azero.
Noto anche con il nome di Nijat.
Ha ottenuto il titolo di Maestro Internazionale nel 2009, e di Grande maestro in febbraio 2011, all'età di 15 anni e 9 mesi.

## Carriera
Realizza la prima norma di GM nel luglio del 2009 con il primo posto ex aequo nel Memorial Matskevich di Charkiv in Ucraina, la seconda norma nell'aprile del 2010 con il primo posto nel Celin Kamen GM tournament di Niška Banja in Serbia, e la terza norma in dicembre 2010, vincendo con 8/10 l'Azerbaijani Solidarity Day Tournament di Baku.

### Altri risultati
- 2010: in agosto è =2º-5º nell'open di Baku, vinto da Gata Kamskij;
- 2010: in ottobre realizza 7 /11 nel campionato del mondo under-16 della Penisola Calcidica in Grecia;
- 2011: in aprile è secondo nel campionato azero U20, dietro a Vugar Sasulov;
- 2011: in novembre realizza 6/ 10 nelle olimpiadi U16 di Kocaeli in Turchia (vinte dalla Russia);[1]
- 2013: in dicembre vince ad Al-Ain il campionato del mondo blitz U18 (a pari punti con Oleksandr Bortnyk ma primo per spareggio tecnico).[2]
- 2023: in agosto si classifica quarto alla Coppa del Mondo di scacchi 2023 arrivando alla semifinale, sconfitto dal vincitore finale Magnus Carlsen, sfiora così la qualificazione al Torneo dei candidati 2024, che si svolgerà a Toronto in Canada.
- 2024: si qualifica al Torneo dei candidati di Toronto, complice la rinuncia dell'ex campione del mondo norvegese.
- 2024:durante il Torneo dei Candidati non presta molto bene(1,5/13)